# Переяславська 4-та сотня
Четверта Переяславська сотня (Чикменева) — адміністративно-територіальна та військова одиниця Переяславського полку у добу Гетьманщини.

## Історія
Згадана в Зборівському реєстрі як «Чикменева сотня» у кількості 251 козака. Сотник — Іван Чикмень (1649).
У кінці 1654 року розформована між суміжними та сусідніми сотнями Переяславського полку.
Правління сотні містилося в Переяславі.

## Сотенна старшина

### Список сотників Бориспільської сотні
| № | Ім'я         | Початок | Завершення | Прим. |
| - | ------------ | ------- | ---------- | ----- |
| 1 | Іван Чикмень | 1649    |            |       |